# Konrad Dannenberg

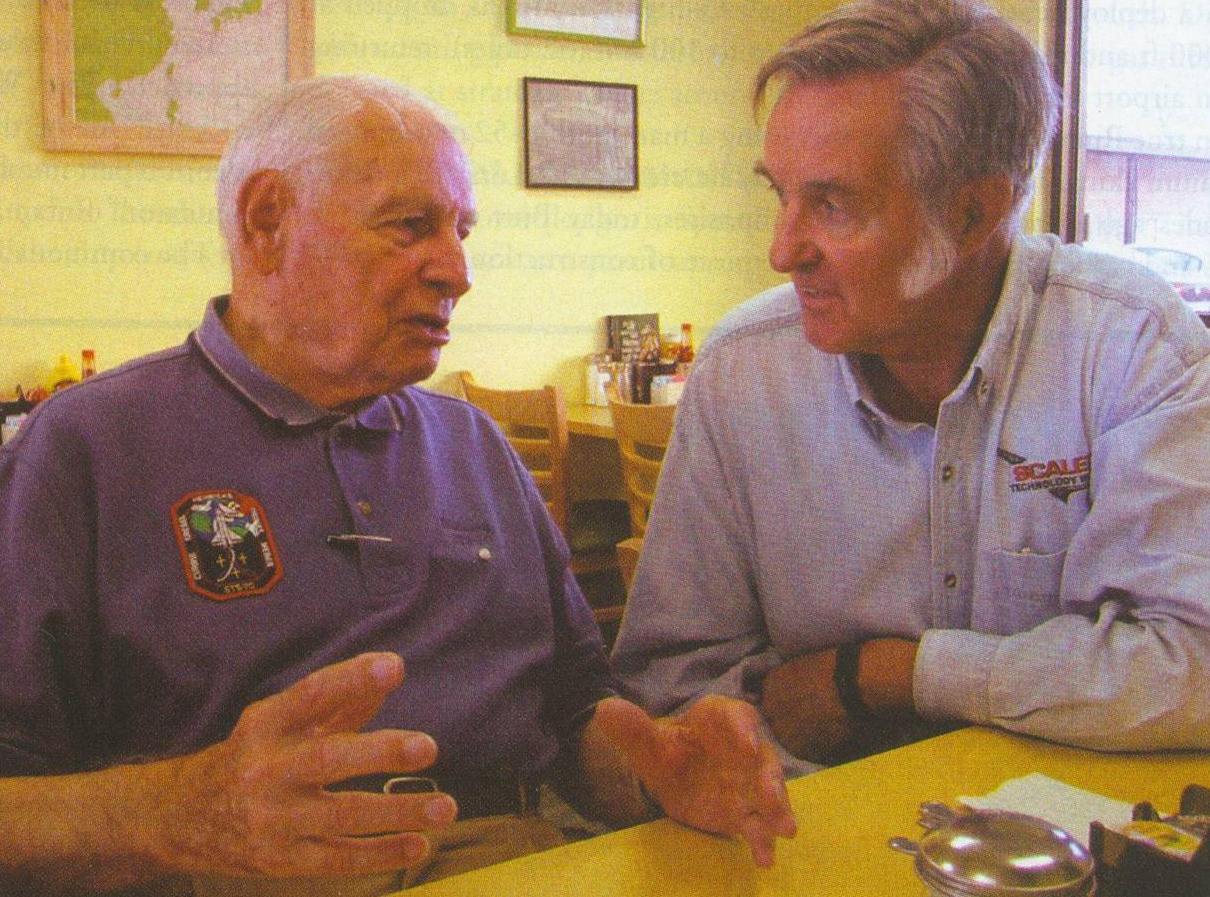
Konrad Dannenberg (links) und Burt Rutan

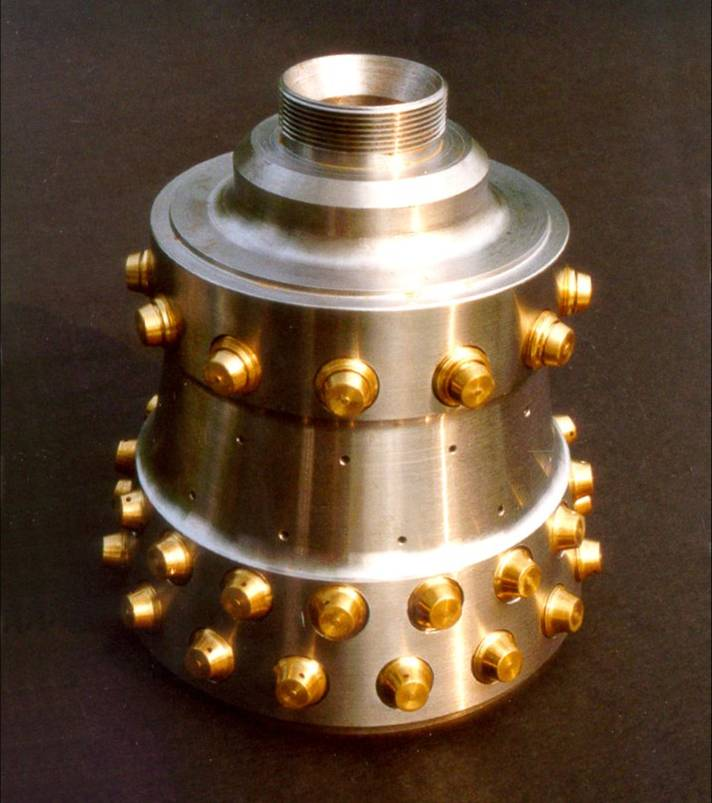
Triebwerks-Topf (einer von 18) mit Zerstäuberdüsen

Konrad Dannenberg (* 5. August 1912 in Weißenfels, Provinz Sachsen, Deutsches Reich; † 16. Februar 2009 in Huntsville (Alabama), Vereinigte Staaten) war ein Raketenpionier. Er war Mitarbeiter von Walter Thiel bei der Heeresversuchsanstalt Peenemünde. 1945 kam er mit Wernher von Braun in die USA und wurde später bei der NASA stellvertretender Leiter des Entwicklungsprogramms der Saturn-V-Rakete.

## Leben
Das Interesse für die Raumfahrt wurde bei Konrad Dannenberg in seiner Jugend durch einen Vortrag von Max Valier angeregt. Nach dem Abitur an der Lutherschule studierte er an der Technischen Hochschule Hannover Maschinenbau und beschäftigte sich dort unter anderem mit Antriebstechnik. 
1931 wurde Dannenberg Mitglied in der Gesellschaft für Raketenforschung – Gruppe Hannover (GEFRA) unter Albert Püllenberg. Er baute aus Fahrradrahmen dieselgetriebene Raketentriebwerke. 
Bereits 1932 trat Dannenberg der NSDAP bei. Von 1939 bis 1940 war er Soldat, erst bei einer Pferde-Artillerie-Einheit in Tschechien. Vor Beginn des Westfeldzugs wurde er an die deutsch-französische Grenze versetzt. 
Im Frühjahr 1940 wurde er dank der Vermittlung durch Püllenberg zum Triebwerksteam von Walter Thiel an die Heeresversuchsanstalt nach Peenemünde geholt. Dort arbeitete er insbesondere am Antrieb der A4-Rakete. Auf dem Foto sieht man die von ihm mit entwickelte Einspritzdüse (18 Stück gesamt) des „25-t-Raketenofens“ (Raketentriebwerk mit 25 t Schub). 
Nach Thiels Tod durch den Luftangriff in der Nacht vom 17. auf den 18. August 1943 (Operation Hydra) wurden alle Weiterentwicklungen gestoppt. Dannenberg wurde Walter  Riedels (Riedel I) Stellvertreter.
Im Rahmen der Operation Overcast siedelte er 1945 zusammen mit Wernher von Braun und 117 anderen Mitarbeitern in die USA über, erst nach Fort Bliss, Texas, später nach Huntsville. In den USA war die erste Aufgabe der Wissenschaftler für die US-Armee die Redstone-Rakete zu entwickeln. Dannenberg war verantwortlich für die Beschaffung der Raketenmotoren für die Redstone- und Jupiter-Mittelstreckenraketen. 
Im Jahr 1954 erhielt er die US-amerikanische Staatsbürgerschaft. 1958 wurde die NASA gegründet, und Dannenberg arbeitete nun für das Marshall Space Flight Center der NASA in Huntsville. 1960 ernannte ihn von Braun zum stellvertretenden Entwicklungsleiter des Saturn-Raketenprogramms. Er war damit am Bau der „Mondrakete“ Saturn V für das Apollo-Programm beteiligt. 
Im Jahr 1973 ging er in den Ruhestand und erhielt die „Außerordentliche Verdienstmedaille der NASA“. Aber auch im Ruhestand blieb er der Raumfahrt verbunden und wurde Außerordentlicher Professor für Raumfahrttechnik an dem Raumfahrt-Institut der Universität Tennessee in Tullahoma.
Dannenberg war maßgeblich am Aufbau des „Space Camp“ in Huntsville beteiligt. Es ist eine Bildungseinrichtung für Raumfahrttechnik, die vor allem für Schüler und Lehrer gedacht ist.
Sein großer Traum, der nach eigenen Aussagen das eigentliche Ziel der gesamten Peenemünder Gruppe um Wernher von Braun war, einen bemannten Flug zum Mars zu erleben, erfüllte sich nicht mehr.
Konrad Dannenberg wurde anlässlich seines Todes wie folgt gewürdigt:

„As mayor, and on behalf of the City of Huntsville, I'd like to express our sadness at the loss of a true pioneer. Konrad Dannenberg's leadership and vision lifted our city, our state and our country to heights that had never before been achieved. We will be forever reminded of his accomplishments every time we look to the sky and see the moon. Our thoughts and prayers are with his family.“